# Nowa rentgenowska
Nowa rentgenowska (ang. X-ray nova lub Soft X-ray transient) – układ podwójny, złożony z małomasywnej gwiazdy oraz obiektu zwartego, którym może być gwiazda neutronowa bądź czarna dziura.
Układ taki stanowi przejściowe źródło rentgenowskie, zmieniające się od stanu bardzo małej jasności (tzw. stan spokojny, ang. quiescent) do stanu o jasności rentgenowskiej wyższej o czynnik 100 – 10 000. Emisja w stanie spokojnym jest tak trudna do zarejestrowania, że rozbłyskające źródło pojawia się jako „nowe” na niebie, stąd nazwa tego zjawiska. Rozbłyski w danym źródle powtarzają się typowo co kilkanaście lub więcej lat i tylko w kilku przypadkach zaobserwowano więcej niż jeden rozbłysk z danego źródła. Szybkie pojaśnienie następuje w skali kilku dni, zaś zanik jasności trwa kilka miesięcy.
Znanych jest około 100 takich źródeł, należących do klasy małomasywnych układów rentgenowskich.
Podolbrzym lub gwiazda ciągu głównego wypełnia swoją powierzchnię Roche′a, a wypływająca z niej materia gromadzi się w dysku akrecyjnym wokół składnika zwartego. Dysk ten emituje promieniowanie rentgenowskie, zaś rozbłysk następuje, gdy ilość materii w dysku (dokładniej, jego gęstość powierzchniowa) przekracza pewną wartość krytyczną, co powoduje zwiększenie lepkości, gwałtowny spływ materii dysku w stronę centrum i wzrost jasności. Mechanizm jest zasadniczo podobny do mechanizmu wybuchu nowej karłowatej (w tym wypadku mamy białego karła jako obiekt zwarty). Powolny zanik jasności w nowej rentgenowskiej jest związany z oświetlaniem zewnętrznych części dysku przez powstające promieniowanie rentgenowskie, co modyfikuje ich temperaturę i lepkość.
Typ obiektu zwartego określa się na podstawie obserwacji widma promieniowania układu.
Przykładem nowej rentgenowskiej zawierającej gwiazdę neutronową jest Cen X-4 w gwiazdozbiorze Centaura – źródło, które rozbłysło w roku 1979 i od tamtej pory znajduje się w stanie spokojnym. Obserwowana jest szybko zmienna w czasie emisja termiczna z powierzchni gwiazdy neutronowej (Cackett i in. 2010).
Większość nowych rentgenowskich stanowią jednak układy z czarnymi dziurami, w których emisja z powierzchni gwiazdy nie jest widoczna, zaś wyznaczona masa obiektu zwartego przekracza maksymalną dopuszczalną masę gwiazdy neutronowej.
Przykładem nowej rentgenowskiej z czarną dziurą jest A0620-00 w gwiazdozbiorze Jednorożca.